# Вера Кирова
Вера Лазарова Кирова е видна българска балерина, чието танцово изкуство е символ на най-високите постижения в областта на балета.

## Биография
Родена е на 1 януари 1940 година в Петрич, България. По майчина линия е потомка на български бежанци от Солун.
В 1951 година влиза и започва да учи с първия випуск на новооткритото Държавно балетно училище в София, където изпъква сред съученичките си като най-добрата балерина. След завършването си Вера Кирова става примабалерина на Софийската опера. Освен в Софийската опера и балет, Кирова е примабалерина във Валонския балет, Трупата на седемте звезди, Театър Франсе дьо данс, Женевската трупа на Баланчин и други, където обира овациите на международната критика.
Сред по-известните ѝ роли са Маша от „Лешникотрошачката“, Одета-Одилия от „Лебедово езеро“, Аврора от „Спящата красавица“, съвременни партии от „Гаяне“, девойката от „Рапсодия в синьо“, куртизанката от „Блудния син“, Жизел, Пепеляшка, Китри от „Дон Кихот“, Жулиета от „Ромео и Жулиета“ и други. От 1979 до 1982 година е директорка на Софийската опера и балет.
В 1980 година печели наградите „Терпсихора“ и „Анна Павлова“ от Парижкия университет по танц. Носителка е на златен медал от балетния конкурс в Осака, Япония. Кирова е единствената българска златна лауреатка на Международния балетен конкурс във Варна.
През 2021 г. е наградена с Почетния знак на Президента на Република България.
Вера Кирова е съпруга на журналиста Боян Трайков.